# 行唐文庙
行唐文庙，位于中国河北省石家庄市行唐县城内，是行唐县的文庙。现存的行唐文庙大成殿位于行唐中学院内，为石家庄市行唐县的一个省级文物保护单位，类型为古建筑，公布时间为2001年2月7日，历史年代为明代。

## 简介
行唐文庙大成殿位于行唐县城行唐中学院内。始建于明朝天启五年（1625年），清朝顺治、康熙、乾隆年间均曾经重修。大成殿建在1米高的砖台之上。大成殿高约9米，面积300平方米，面阔三间，进深三间，单檐琉璃歇山顶。殿前设有正方形的月台，月台台阶中有方形云龙石刻浮雕。